# Gol de placa
Gol de placa foi um gol marcado pelo Pelé no Maracanã, na partida Fluminense 1 x 3 Santos, em jogo válido pelo Torneio Rio-São Paulo de 1961. O gol ocorreu aos 40 minutos do primeiro tempo e foi o segundo de Pelé no jogo. O gol foi tão bonito, que foi o primeiro gol no Brasil a ser homenageado com uma placa. Na linguagem do futebol brasileiro, tornou-se uma expressão usada para designar gols que, por sua rara beleza e dificuldade, também merecem uma placa. O Dicionário Aurélio assim define o termo: "Conceito criado a partir de um gol espetacular de Pelé (Edson Arantes do Nascimento), que lhe rendeu uma placa honorária".

## O gol
O gol foi marcado no dia 5 de março de 1961, quando Pelé tinha 20 anos.
Aos 40 minutos do primeiro tempo, Pelé recuou e recebeu um passe de Dalmo na intermediária. E deu um início ao que foi, para muitos, o lance mais bonito já visto no Maracanã. O Rei arrancou, superando na caminhada Pinheiro, Clóvis e Altair. Diante da chegada de Jair Marinho, colocou a bola, com categoria, no canto direito, longe do alcance do goleiro Castilho. Alguns mais exaltados, afirmavam que aquele gol teria que valer por dois. De fato, o gol foi tão espetacular que arrancou aplausos de todos os torcedores que, de pé, esquecendo-se de suas paixões clubísticas e embora empunhando bandeiras tricolores, proporcionaram uma cena jamais vista no Maracanã. Foram quase dois minutos de palmas, contados a relógio, enquanto Pelé desaparecia debaixo dos abraços dos companheiros.
As imagens gravadas da jogada do gol foram perdidas. Assim, para passá-la no filme “Pelé Eterno”, o cineasta Aníbal Massaini Júnior teve de reproduzir a jogada no Maracanã. O então jovem Toró, fez no papel do Rei.

## Placa
O jornalista Joelmir Beting, que na época trabalhava no jornal O Esporte, ficou tão impressionado com o gol, que mandou fazer uma placa de bronze para colocar no saguão do estádio, com os dizeres: "Neste estádio, Pelé marcou no dia 5 de março de 1961 o tento mais bonito da história do Maracanã". A placa foi descerrada uma semana depois no estádio, imortalizando o lance, o Rei e sua relação com o Maracanã. Desde então, todos os gols marcados com rara beleza são intitulados "gols de placa".
Em 2001, quarenta anos após o jogo, Pelé retribuiu a homenagem da mesma forma: deu ao jornalista uma carinhosa placa de agradecimento. Na placa, há os dizeres: Gratidão eterna ao Joelmir Beting. Gratidão eterna do autor do gol de placa ao autor da placa do gol